# Bikini (węgierski zespół muzyczny)
Bikini – węgierska rockowa grupa muzyczna.

## Historia
Zespół został założony w roku 1982 przez wokalistę Feró Nagya i gitarzystę Józsefa Vedresa po rozpadzie grupy Beatrice. Do zespołu dołączyli basista Alajos Németh, perkusista Gábor Németh i gitarzysta Antal Gábor Szűcs.
W pierwszych latach działalności zespół Bikini grał muzykę punk, podobną do tej, jaką grał zespół Beatrice. Lider i autor piosenek, Feró Nagy, uważał, że zespół jest następcą Beatrice, stąd też niektóre utwory Bikini były coverami Beatrice. W tym składzie zespół wydał dwa albumy: Hova lett... (w roku 1983) i XX. századi híradó (w roku 1984, bez Antala Gábora Szűcsa).
W roku 1985 Feró Nagy opuścił zespół, a na jego miejsce przyszedł Lajos D. Nagy, do grupy dołączył także grający na instrumentach klawiszowych Péter Gallai. Zmiany te spowodowały, że styl muzyczny i image zespołu zmieniły się, teraz bowiem grali oni głównie pop rock i hard rock; miało to związek głównie z głosem Lajosa D. Nagya, który znacznie różnił się od głosu Feró Nagyego. Bikini po przyjściu nowego wokalisty zaczęto określać jako Új Bikini ("Nowe Bikini"), a Bikini, w którym wokalistą był Feró Nagy, jako Ős Bikini („Stare Bikini”). Mimo odejścia Feró Nagy wciąż pisał teksty do niektórych piosenek. Album Mondd el z 1987 roku sprzedał się w nakładzie przekraczającym 300 tys. egzemplarzy i został uznany za album roku na Węgrzech. Członkowie zespołu zostali gwiazdami w roku 1988, po wydaniu albumu Ha volna még időm. W zespole ciągle następowały zmiany (między innymi przyszli perkusista Bertalan Hirleman i gitarzysta Zsolt Daczi).
Na początku lat 90. zespół wydawał kolejne albumy cieszące się popularnością, ale mimo to w roku 1992 rozpadł się. Jego reaktywacja nastąpiła w roku 1997. Ostatni swój album, Elmúlt illúziók, wydali w roku 2011.

## Dyskografia

### Studyjne
- Hova lett... (1983)
- XX. századi híradó (1984)
- Ezt nem tudom másképp mondani (1985)
- Mondd el (1987)
- Ha volna még időm (1988)
- Közeli helyeken (1989)
- A sötétebbik oldal (1991)
- Izzik a tavaszi délután (1992)
- A szabadság rabszolgái (1997)
- A világ végén (1999)
- Nem lesz ennek jó vége (2000)
- Álomból ébredve (2002)
- Angyali üdvözlet (2004)
- Őrzöm a lángot (2007)
- Elmúlt illúziók (2011)

### Koncertowe
- Temesvári vasárnap (1990)
- Búcsúkoncert (1993)
- Körutazás a Balkánon (1998)
- Dupla PeCsa-buli (1999)
- 30 – Közeli helyeken (2012)

### Kompilacje
- Bikini (1988)
- Aranyalbum (1996)
- Best of Bikini (1997)
- Gyémánt (2000)
- Adj helyet magad mellett (2005)
- The Very Best of Bikini (2009)

### Single i EP
- Ki csinál szódát (1983)
- Ahogy ti zenéltek / Szeretlek II. (1985)
- Pataky Attila és D. Nagy Lajos (1985)
- Nem lesz ennek jó vége (maxi) (2000)

### Wideo
- 1991: Új Bikini (VHS)
- 1993: Top Pop (VHS)
- 2004: Valahol, valamikor (DVD)
- 2005: Sláger Rádió Megaparty (DVD+CD, udział zespołu)
- 2008: 25 év Bikini (2× DVD)

## Książki
O zespole powstały dwie książki:
- György Maróthy: Bikini. Budapeszt: 1997. Brak numerów stron w książce
- András Trunkos: 20 év Bikiniben. Pecz: 2002. Brak numerów stron w książce